# Sandy & Junior Show
Sandy & Junior Show foi um programa de televisão brasileiro exibido pela Rede Manchete e apresentado pela então dupla de cantores Sandy & Junior. O programa, que tinha como alvo o público infantojuvenil, apresentava entrevistas, matérias, números musicais e jogos com a participação de convidados. Ele foi exibido entre setembro de 1997 e janeiro de 1998 e atingia bons índices de audiência. Apesar disso, Sandy e Junior não se interessaram em renovar seu contrato com a Rede Manchete, que na época estava em crise e decretou falência em 1999.

## Antecedentes
A Rede Manchete foi fundada em 1983 e experimentou baixos índices de audiência no início, com a exibição de filmes, musicais e programas jornalísticos, sendo rotulada como "elitista". A emissora, no entanto, passou a investir em telenovelas, além de programas infantis que foram apresentados por Xuxa e Angélica, o que a tornou bastante popular, registrando altos índices de audiência até o início da década de 1990. Durante a mesma década, porém, a emissora começou a lidar com problemas financeiros e os funcionários alegaram que não estavam recebendo seus salários. Uma crise se instaurou na emissora que, pelo final dessa década, tentava investir em programas e telenovelas que pudessem tirá-la dessa situação e mantê-la no ar. Na época, as apresentadoras Xuxa e Angélica, que eram as estrelas mais populares de programas infantojuvenis da emissora, haviam encerrado seus contratos e migrado para outras emissoras há alguns anos. A dupla de cantores Sandy & Junior era bastante popular entre o público infantil e adolescente, e a emissora viu neles a possibilidade de atrair esse público novamente, com um programa de auditório direcionado a ele.

## Desenvolvimento
O programa foi produzido por Cláudia Ruschell e dirigido por José Carlos Furlani e a produtora independente Videoimagem. Sandy & Junior Show foi pensado como um programa de auditório, com plateia composta por crianças e adolescentes, onde Sandy e Junior receberiam convidados para entrevistas, números musicais e jogos entre equipes. O programa era dividido em cinco blocos e gravado no Auditório Cultura (antigo Teatro Franco Zampari), em São Paulo. O duo também apresentava canções de seu repertório durante a atração. O programa recebeu convidados como a Banda Eva, a ex-jogadora de basquete Magic Paula, o grupo É o Tchan! e os cantores Netinho e Paula Toller. Sandy & Junior Show também abordava temas de interesse do público adolescente que eram considerados "tabu", como o "primeiro beijo", "ficar" e o uso de drogas, assim como outros assuntos, como ecologia. O programa estreou em 13 de setembro de 1997 e era exibido aos sábados na faixa das 19h. Sandy estava inicialmente insegura em aceitar o papel de apresentadora de um programa de auditório. Ela disse: "No começou fiquei com medo porque minha praia é o palco. Mas depois das primeiras gravações perdi o receio de televisão. Agora acho até mais fácil que fazer show porque, em caso de erro, dá para voltar atrás e gravar outra vez."

## Recepção

### Crítica
Na época, os críticos apontaram a falta de habilidade da dupla para apresentar o programa. Telmo Martino, d'O Globo, disse que "[Sandy e Junior] são desajeitados, não sabem sonorizar a plateia para uma ilusão de alegria muito povoada. E o programa de auditório fica com cara de festinha de aniversário desorganizada."
Carla França, d'O Estado de S. Paulo, afirmou que "os dois parecem apáticos, sem pique para fazer a garotada do auditório vibrar com os quadros sem graça que sua produção inventou. [...] são educados e profissionais. Dublam o playback direitinho, dançam sem tropeçar nas coreografias, respondem com uma maturidade ensaiada às mesmas perguntas sobre trabalho e a vida particular. Juram que conseguem ser crianças e assumir as responsabilidades de artistas. Mas na hora do programa, pesa o cansaço. Sobra espaço no palco, falta espontaneidade e energia. De tão certinhos, os dois soam inverossímeis."

### Audiência
Um mês após sua estreia, a Folha de S.Paulo noticiou que o programa registrava uma média de 5 a 6 pontos de audiência, sendo considerado um "sucesso". Sandy afirmou em entrevista que, embora as notícias dissessem que a emissora havia cancelado o programa, "Na realidade, fomos nós que não quisemos renovar o contrato. Quando estávamos lá, a audiência aumentou. Foram oito pontos no Ibope."

## Fim deSandy & Junior Show
No dia 31 de janeiro de 1998, foi ao ar o último programa. Sandy e Junior não quiseram renovar seu contrato com a Rede Manchete pois queriam fazer um outro formato de programa. Junior também alegou que "A produção tinha muitos problemas. Não dava certo." Em dezembro de 1998, foi ao ar na Rede Globo o episódio piloto do seriado Sandy & Junior (1999–2002), que teve um total de quatro temporadas. Em 1999, a Manchete declarou falência.